# Équipe d'Estonie de hockey sur glace
Cet article traite de l'équipe masculine. Pour l'équipe féminine, voir Équipe d'Estonie féminine de hockey sur glace.
L'équipe d'Estonie de hockey sur glace est la sélection nationale de l'Estonie regroupant les meilleurs joueurs de hockey sur glace estoniens lors des compétitions internationales. L'équipe est sous la tutelle de la Fédération d'Estonie de hockey sur glace. L'équipe est classée 26e au classement IIHF 2019.

## Résultats

### Jeux olympiques
L'Estonie n'a jamais participé aux Jeux olympiques.
- 1928-2006 - Ne participe pas
- 2010 - Non qualifiée
- 2014 - Non qualifié
- 2018 - Non qualifié
- 2022 - Non qualifié

### Championnats du monde
L'Estonie participe à partir de 1993, après la fin de l'URSS. 
- 1993 - 2e de la Poule Qualifications
- 1994 - 1re de la Poule Qualifications
- 1995 - 24e place (4e de la Poule C)
- 1996 - 25e place (5e de la Poule C)
- 1997 - 23e place (3e de la Poule C)
- 1998 - 19e place (3e de la Poule B)
- 1999 - 22e place (6e de la Poule B)
- 2000 - 22e place (6e de la Poule B)
- 2001 - 6e de Division I, Groupe B)
- 2002 - 1re de Division II, Groupe A)
- 2003 - 3e de Division I, Groupe B)
- 2004 - 4e de Division I, Groupe B)
- 2005 - 4e de Division I, Groupe B)
- 2006 - 4e de Division I, Groupe B)
- 2007 - 4e de Division I, Groupe A)
- 2008 - 6e de Division I, Groupe B)
- 2009 - 2e de Division II, Groupe A)
- 2010 - 1re de Division II, Groupe B)
- 2011 - 6e de Division I, Groupe B)
- 2012 - 1re de Division IIA)
- 2013 - 6e de Division IB)
- 2014 - 1re de Division IIA)
- 2015 - 5e de Division IB)
- 2016 - 5e de Division IB)
- 2017 - 4e de Division IB)
- 2018 - 3e de Division IB)
- 2019 - 4e de Division IB)
- 2020 - Annulé en raison du coronavirus
- 2021 - Annulé en raison du coronavirus
- 2022 - 4e de Division IB

Note :  Promue ;  Reléguée

## Classement mondial
| Année     | Rang | Points | Progression |
| --------- | ---- | ------ | ----------- |
| 2003      | 24   | 2 135  |             |
| 2004      | 24   | 1 995  | ±0          |
| 2005      | 24   | 1 860  | ±0          |
| Mai 2006  | 24   | 2 325  | ±0          |
| 2007      | 23   | 2 165  | +1          |
| 2008      | 25   | 1 930  | -2          |
| 2009      | 27   | 1 637  | -2          |
| Fév. 2010 | 26   | 2 165  | +1          |
| Mai 2010  | 27   | 2 100  | -1          |
| 2011      | 26   | 1 940  | +1          |

| Année     | Rang | Points | Progression |
| --------- | ---- | ------ | ----------- |
| 2012      | 26   | 1 760  | ±0          |
| 2013      | 28   | 1 610  | -2          |
| Fév. 2014 | 28   | 2 000  | ±0          |
| Mai 2014  | 29   | 1 985  | -1          |
| 2015      | 29   | 1 870  | ±0          |
| 2016      | 28   | 1 755  | +1          |
| 2017      | 27   | 1 750  | +1          |
| Fev. 2018 | 27   | 2 110  | ±0          |
| Mai 2018  | 26   | 2 155  | +1          |
| 2019      | 26   | 2 010  | ±0          |

## Équipe junior moins de 20 ans

### Championnats d'Europe junior
- 1994 - 1re du groupe C
- 1995 - 5e du groupe C1
- 1996 - 4e du groupe C
- 1997 - 3e du groupe C
- 1998 - 6e du Groupe C

### Championnats du monde junior
L'Estonie participe à partir de 1993, après la fin de l'URSS. Les deux premières années, elle ne parvient pas à se qualifier. 
- 1993 - Perd les qualifications
- 1994 - Perd les qualifications
- 1995 - 3e place du Groupe C2
- 1996 - 2e place du Groupe D
- 1997 - 1re place du Groupe D
- 1998 - 6e place du Groupe C
- 1999 - 5e place du Groupe C
- 2000 - 6e place du Groupe C
- 2001 - 8e de Division II
- 2002 - 1re de Division III
- 2003 - 1re de Division II, Groupe A
- 2004 - 5e de Division I, Groupe B
- 2005 - 6e de Division I, Groupe B
- 2006 - 1re de Division II, Groupe B
- 2007 - 6e de Division I, Groupe A
- 2008 - 1re de Division II, Groupe B
- 2009 - 6e de Division I, Groupe A
- 2010 - 5e de Division II, Groupe A
- 2011 - 5e de Division II, Groupe B
- 2012 - 2e de Division II, Groupe B
- 2013 - 1re de Division IIB
- 2014 - 4e de Division IIA
- 2015 - 5e de Division IIA
- 2016 - 3e de Division IIA
- 2017 - 4e de Division IIA
- 2018 - 4e de Division IIA
- 2019 - 1re de Division IIA
- 2020 - 5e de Division IB
- 2021 - Annulé en raison du coronavirus
- 2022 - 5e de Division IB
- 2023 - 5e de Division IB

## Équipe des moins de 18 ans

### Championnats du monde moins de 18 ans
L'équipe des moins de 18 ans participe dès la première édition.
- 1999 - 4e de Division I
- 2000 - 2e de Division I
- 2001 - 4e de Division II
- 2002 - 4e de Division II
- 2003 - 2e de Division II, Groupe A
- 2004 - 2e de Division II, Groupe B
- 2005 - 2e de Division II, Groupe A
- 2006 - 3e de Division II, Groupe A
- 2007 - 3e de Division II, Groupe A
- 2008 - 3e de Division II, Groupe B
- 2009 - 2e de Division II, Groupe B
- 2010 - 5e de Division II, Groupe A
- 2011 - 4e de Division II, Groupe A
- 2012 - 1re de Division II, Groupe B
- 2013 - 6e de Division IIA
- 2014 - 1re de Division IIB
- 2015 - 6e de Division IIA
- 2016 - 1re de Division IIB
- 2017 - 2e de Division IIA
- 2018 - 5e de Division IIA
- 2019 - 3e de Division IIA
- 2020 - Annulé en raison du coronavirus
- 2021 - Annulé en raison du coronavirus
- 2022 - 2e de Division IIA
- 2023 -